# Beriev Be-10
Beriev Be-10, còn gọi là Izdelye M, (tên mã NATO: Mallow) là một loại tàu bay ném bom tuần tra 2 động cơ phản lực của Liên Xô, được chế tạo từ năm 1955.

## Quốc gia sử dụng
Data from:
 Liên Xô
Không quân Hải quân Liên Xô (AV-MF)

## Biến thể
Izdeliye M
Be-10
Be-10N
Be-10S
Be-10U
Be-10 Trainer
M-10

## Tính năng kỹ chiến thuật (Be-10)

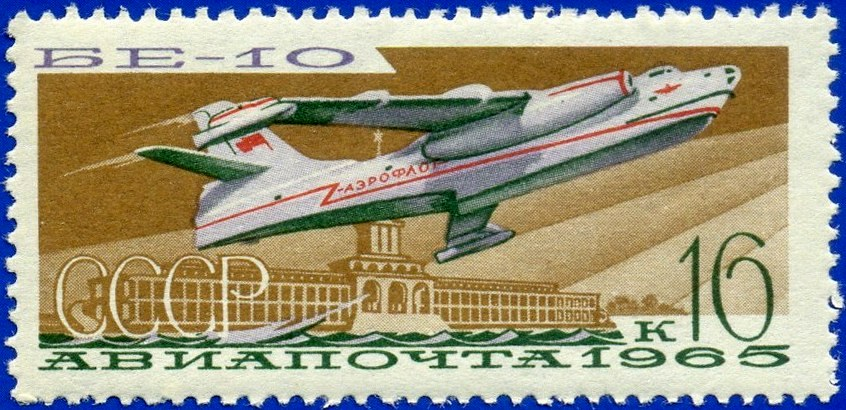
Beriev Be-10

Dữ liệu lấy từ Beriev's Jet Flying Boats
Đặc tính tổng quan
- Kíp lái: 3
- Chiều dài: 31,45 m (103 ft 2 in)
- Sải cánh: 28,6 m (93 ft 10 in)
- Chiều cao: 10,7 m (35 ft 1 in)
- Diện tích cánh: 130 m2 (1.400 foot vuông)
- Trọng lượng rỗng: 27.356 kg (60.310 lb)
- Trọng lượng có tải: 45.000 kg (99.208 lb)
- Trọng lượng cất cánh tối đa: 48.500 kg (106.924 lb)
- Sức chứa nhiên liệu: 18,750 kg (41 lb)
- Mớn nước 1,75 m (5,74 ft)
- Động cơ: 2 × Lyul'ka AL-7PB kiểu turbojet, 71,2 kN (16.000 lbf) thrust  mỗi chiếc

Hiệu suất bay
- Vận tốc cực đại: 910 km/h (565 mph; 491 kn) trên độ cao 5,000 m (0 ft)
- Tầm bay: 2.895 km (1.799 mi; 1.563 nmi)
- Trần bay: 12.500 m (41.010 ft)
- Vận tốc lên cao: 10,288 m/s (2.025,2 ft/min)
- Thời gian lên độ cao: 5,000 m (0 ft) trong 8,1 phút